# Landkreis Mittweida
Landkreis Mittweida är en historiska Landkreis i den västliga mitten av den tyska delstaten Sachsen och har Mittweida som huvudort. Här bor 131 586 människor (september 2005). Bilarna har MW på nummerskyltarna.
2008 slogs distriktet samman med de tidigare distrikten Döbeln och Freiberg för att bilda Landkreis Mittelsachsen.

## Geografi
Landkreis Mittweida gränsar i norr till Muldentalkreis och Landkreis Döbeln, i öster Landkreis Freiberg, i söder den kreisfria staden Chemnitz och Landkreis Chemnitzer Land samt i väster Landkreis Altenburger Land (i Thüringen) och Landkreis Leipziger Land.
Genom Landkreisen flyter Zwickauer Mulde, Chemnitz, Zschopau och Striegis.
Högsta berg är Rochlitzer Berg med 353 meter över havet.

## Administrativ indelning
Följande städer och Gemeinden ligger i Landkreis Mittweida (invånarantal 2005):

### Städer
- Burgstädt (12 215)
- Frankenberg/Sa. (16 786)
- Geringswalde (5 031)
- Hainichen (9 518)
- Lunzenau (5 134)
- Mittweida (16 421)
- Penig (10 453)
- Rochlitz (6 766)

### Gemeinden
- Altmittweida (2 123)
- Claußnitz (3 498)
- Erlau (3 638)
- Hartmannsdorf (4 806)
- Königsfeld (1 741)
- Königshain-Wiederau (3 032)
- Kriebstein (2 657)
- Lichtenau (8 025)
- Mühlau (2 344)
- Rossau (3 904)
- Seelitz (2 108)
- Striegistal (2 078)
- Taura (2 629)
- Tiefenbach (3 569)
- Wechselburg (2 224)
- Zettlitz (886)

1. ↑  hämtat från: italienskspråkiga Wikipedia.[källa från Wikidata]
2. ↑  hämtat från: tyskspråkiga Wikipedia.[källa från Wikidata]